# Marquaix
Marquaix es una comuna francesa situada en el departamento de Somme, en la región de Alta Francia.

## Demografía
| 246 | 200 | 213 | 198 | 216 | 210 | 191 |
| Para los censos de 1962 a 1999 la población legal corresponde a la población sin duplicidades (Fuente: INSEE [Consultar]) |     |     |     |     |     |     |